# Альфред I Великий
Альфре́д I Великий (давн-англ. Ælfrēd, Ælfrǣd ælfreːd ælfræːd; англ. Alfred the Great, 849—899) — король англосаксонського королівства Вессекс (871—899). Святий католицької та англіканської церков. Національний герой Англії.

## Життєпис

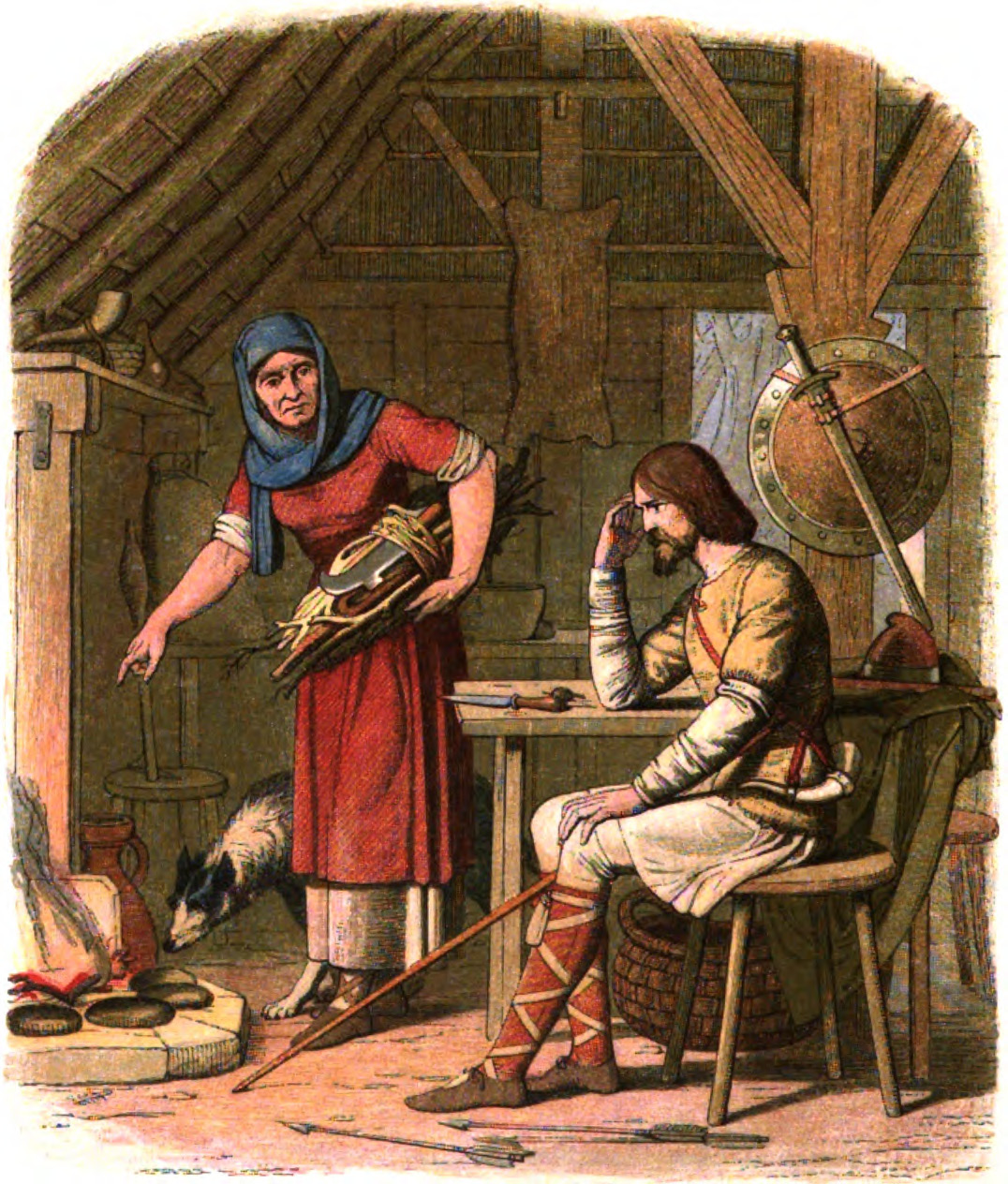
Ілюстрація Джеймса Дойла, на якій король Альфред у селянській хаті спалив тістечка

Народився в сім'ї короля Вессексу Етельвульфа і його дружини Осбурги.Став королем по смерті брата Етельреда I, який був смертельно поранений у битві з вікінгами у квітні 871 року. Альфред не вирізнявся фізичною силою, ймовірно маючи хворобу Крона. По смерті брата уклав мир із вікінгами, заплативши їм.
6 січня 878 року вікінги під керівництвом Ґутрума порушили мир і напали на невеликий загін короля біля міста Чіппенхем, змусивши його втікати у болота Сомерсет, де його армія вела партизанську війну проти вікінгів. Увесь цей час загони короля жили завдяки підтримці місцевого населення.
Зрештою зібравши 3000 бійців він атакував вікінгів у травні 878 року в битві при Етандуні. У підсумку перемогу здобуло військо короля Альфреда. Зазнавши дуже тяжких втрат, вікінги відступили до свого табору, який був обложений вессексцями. Облога тривала 14 днів, але тільки після того як серед вікінгів почався голод, Ґутрум вступив у переговори з Альфредом Великим. Король Вессексу висунув умови перемир'я з данами: видача йому заручників на його розсуд і хрещення Ґутрума. Після того, як дани дали відповідні клятви, Альфред відвів своє військо від їхнього табору.
30 червня полонених вікінгів похрестили. Король Альфред став хрещеним Ґутрума. Ці події призвели до укладення Ведморського договору, який визначав стосунки з вікінгами на тривалий час.
Альфред об'єднав під своєю владою сусідні англійські королівства. Він провадив реформи, аби облаштувати своє королівство та підготуватися до боротьби з данами, завів адміністративний поділ на графства, заснував перший англійський флот, будував прикордонні укріплення. Успішно відбивав напади данів, які захопили північно-східну частину Англії. За його врядування відбудовувалися міста, серед них і Лондон. Сприяв розвитку торгівлі, ремесел та освіти, видав перший загальноанглійський збірник законів — «Правду короля Альфреда» (близько 890), до якої увійшли як усі старі англосаксонські закони, так і нові королівські укази.
Об'єднання Англії за Альфреда було пов'язане з ідейним та культурним піднесенням, розвитком шкіл, освіти та літератури. Вивчивши латину, Альфред переклав англосаксонською латинські твори філософського, теологічного та історичного характеру. Заохочував до перекладів членів невеликого гуртка наближених до себе освічених людей, що було подобою Академії Карла Великого. За традиційним твердженням переклав трактат Боеція «Про втіху філософією» — один із найпопулярніших творів європейського Середньовіччя. За Альфреда було відновлено багато монастирських шкіл, зруйнованих під час данського нашестя і створено нові, серед них і світські. Альфред Великий справив великий вплив на сучасну йому аналітику. Деякі частини Вессекської «Англосаксонської хроніки» відображуюють погляди самого короля, його просвітницькі ідеї та літературні праці.
Альфред Великий підтримував активні політичні зв'язки з володарями багатьох іноземних держав. Його цікавість щодо інших країн показують також письмові вставки, які він зробив у своєму перекладі Орозія. Він листувався з Іллею III, Патріархом Єрусалимським, і направив місію до Індії на честь святого Апостола Фоми, могила якого, як вважали, знаходилась у цій країні. Вступив у переговори з халіфом Багдаду. Направляв посольства до Рима. Передачі «англійської милостині» Папам були досить частими. Близько 890 року здійснив подорож із Хедебю у Ютландії вздовж Балтійського моря до прусського торгового міста Трусо.
Опис північнослов'янських земель, зроблений Альфредом у примітках до твору Орозія «Сім історичних книг проти поганства» (Historiarum adversus paganos libri VII), — важливе історичне джерело.

## У культурі

### ТБ
- Дитинство короля зображено у псевдоісторичному серіалі «Вікінги». Там він зображається байстрюком дружини короля Вессекса Юдит від ченця Етельстана[6].
- Король Альфред I — один із центральних персонажів британського телесеріалу «Останнє королівство», знятого за серією романів Бернарда Корнвелла «Саксонські хроніки»[7].

### Відеоігри
- Assassin's Creed Valhalla (2020)

## Цікаві факти
Існує легенда, що Альфред під час переховування від вікінгів оселився у селянській хаті. Жінка пастуха попросила короля постерегти випікання тістечок, але Альфред заглибився у роздуми і вони згоріли, за що селянка на нього нагримала. За цією легендою названо гриб Дальдінія концентрична — «тістечко короля Альфреда» (англ. King Alfred's cake).

## Родинне Дерево
| Еалмунд | Еалмунд | Еалмунд | Еалмунд | Еалмунд | Еалмунд |        |        | Втрачено | Втрачено | Втрачено | Втрачено | Втрачено   | Втрачено   |            |            | Втрачено   | Втрачено   | Втрачено | Втрачено | Втрачено | Втрачено |          |          | Втрачено | Втрачено | Втрачено | Втрачено | Втрачено          | Втрачено |  |  | Втрачено | Втрачено | Втрачено | Втрачено | Втрачено | Втрачено |       |       | Втрачено | Втрачено | Втрачено | Втрачено | Втрачено | Втрачено |         |         | Втрачено | Втрачено | Втрачено | Втрачено | Втрачено | Втрачено |          |          | Втрачено | Втрачено | Втрачено | Втрачено | Втрачено | Втрачено |  |  |
| Еалмунд | Еалмунд | Еалмунд | Еалмунд | Еалмунд | Еалмунд |        |        | Втрачено | Втрачено | Втрачено | Втрачено | Втрачено   | Втрачено   |            |            | Втрачено   | Втрачено   | Втрачено | Втрачено | Втрачено | Втрачено |          |          | Втрачено | Втрачено | Втрачено | Втрачено | Втрачено          | Втрачено |  |  | Втрачено | Втрачено | Втрачено | Втрачено | Втрачено | Втрачено |       |       | Втрачено | Втрачено | Втрачено | Втрачено | Втрачено | Втрачено |         |         | Втрачено | Втрачено | Втрачено | Втрачено | Втрачено | Втрачено |          |          | Втрачено | Втрачено | Втрачено | Втрачено | Втрачено | Втрачено |  |  |
|         |         |         |         |         |         |        |        |          |          |          |          |            |            |            |            |            |            |          |          |          |          |          |          |          |          |          |          |                   |          |  |  |          |          |          |          |          |          |       |       |          |          |          |          |          |          |         |         |          |          |          |          |          |          |          |          |          |          |          |          |          |          |  |  |
|         |         |         |         | Еґберт  | Еґберт  | Еґберт | Еґберт | Еґберт   | Еґберт   |          |          |            |            |            |            |            |            |          |          | Редбурґа | Редбурґа | Редбурґа | Редбурґа | Редбурґа | Редбурґа |          |          |                   |          |  |  |          |          |          |          | Ослак    | Ослак    | Ослак | Ослак | Ослак    | Ослак    |          |          |          |          |         |         |          |          |          |          | Втрачено | Втрачено | Втрачено | Втрачено | Втрачено | Втрачено |          |          |          |          |  |  |
|         |         |         |         | Еґберт  | Еґберт  | Еґберт | Еґберт | Еґберт   | Еґберт   |          |          |            |            |            |            |            |            |          |          | Редбурґа | Редбурґа | Редбурґа | Редбурґа | Редбурґа | Редбурґа |          |          |                   |          |  |  |          |          |          |          | Ослак    | Ослак    | Ослак | Ослак | Ослак    | Ослак    |          |          |          |          |         |         |          |          |          |          | Втрачено | Втрачено | Втрачено | Втрачено | Втрачено | Втрачено |          |          |          |          |  |  |
|         |         |         |         |         |         |        |        |          |          |          |          |            |            |            |            |            |            |          |          |          |          |          |          |          |          |          |          |                   |          |  |  |          |          |          |          |          |          |       |       |          |          |          |          |          |          |         |         |          |          |          |          |          |          |          |          |          |          |          |          |          |          |  |  |
|         |         |         |         |         |         |        |        |          |          |          |          | Етельвульф | Етельвульф | Етельвульф | Етельвульф | Етельвульф | Етельвульф |          |          |          |          |          |          |          |          |          |          |                   |          |  |  |          |          |          |          |          |          |       |       |          |          |          |          | Осбурґа  | Осбурґа  | Осбурґа | Осбурґа | Осбурґа  | Осбурґа  |          |          |          |          |          |          |          |          |          |          |          |          |  |  |
|         |         |         |         |         |         |        |        |          |          |          |          | Етельвульф | Етельвульф | Етельвульф | Етельвульф | Етельвульф | Етельвульф |          |          |          |          |          |          |          |          |          |          |                   |          |  |  |          |          |          |          |          |          |       |       |          |          |          |          | Осбурґа  | Осбурґа  | Осбурґа | Осбурґа | Осбурґа  | Осбурґа  |          |          |          |          |          |          |          |          |          |          |          |          |  |  |
|         |         |         |         |         |         |        |        |          |          |          |          |            |            |            |            |            |            |          |          |          |          |          |          |          |          |          |          |                   |          |  |  |          |          |          |          |          |          |       |       |          |          |          |          |          |          |         |         |          |          |          |          |          |          |          |          |          |          |          |          |          |          |  |  |
|         |         |         |         |         |         |        |        |          |          |          |          |            |            |            |            |            |            |          |          |          |          |          |          |          |          |          |          | Альфред І Великий |          |  |  |          |          |          |          |          |          |       |       |          |          |          |          |          |          |         |         |          |          |          |          |          |          |          |          |          |          |          |          |          |          |  |  |